# Volkswagen ID.5
La Volkswagen ID.5 è un'autovettura di tipo SUV prodotta dalla casa automobilistica tedesca Volkswagen a partire da agosto 2022.

## Contesto
Rappresenta la quarta vettura della famiglia di automobili esclusivamente elettriche del marchio tedesco, nota con il marchio ID e basata sulla piattaforma modulare MEB. Rispetto alla ID.4, dalla quale deriva, la ID.5 si posiziona nella categoria dei Crossover SUV Coupé di medio-grandi dimensioni. La vettura porta al debutto per il gruppo VAG la nuova generazione software 3.0 e la funzione di ricarica bidirezionale.

## Descrizione
L'auto è stata anticipata da due concept car chiamate entrambe VW ID.Crozz, che sono state presentate al Salone dell'Auto di Shanghai nell'aprile 2017 e all'IAA nel settembre 2017. Ad agosto 2021, Volkswagen ha svelato una versione camuffata della variante più sportiva chiamata ID.5 GTX. In seguito viene presentato a settembre 2021 a margine del Salone di Monaco, un esemplare di preserie ma ricoperta da una pellicola.
Il modello di serie è stato presentato ufficialmente il 3 novembre 2021, mentre l'entrata in produzione nello stabilimento Volkswagen di Zwickau è avvenuta alla fine delgennaio 2022. 
È disponibile con tre diverse motorizzazioni. Le due versioni a trazione posteriore hanno un singolo motore elettrico sincrono a magneti permanenti con potenze rispettivamente di 174 CV o 204 CV. La versione a trazione integrale GTX ha due motori uno su ciascun asse, per una potenza combinata totale di 299 CV.
Il veicolo, che si basa sulla piattaforma Modular Electric Drive Matrix (MEB), è un'elettrica alimentata da una batteria da 77 kWh che può essere caricata fino a 135 kW in corrente continua o 11 kW in corrente alternata, che le garantisce un'autonomia di circa 500 km.
L'ID.5 si caratterizza per la linea del tetto assai spiovente, per ridurre il coefficiente di resistenza aerodinamica; infatti l'ID.5 GTX ha un valore di 0,27, mentre le versioni normali raggiungono un valore pari a 0,26. La volumetria del bagagliaio non risente della forma della carrozzeria da simil coupé, avendo una capacità di 549 litri o 1575 litri con i sedili posteriori, superiore a quella della ID.4.